# 7 segons
7 segons (original: 7 Seconds) és una pel·lícula estatunidenca dirigida per Simon Fellows, estrenada el 2005 i doblada al català.

## Argument
John Tuliver (Wesley Snipes) i el seu equip formen un grup de lladres reputats. En un atracament a un furgó blindat a Romania, són traïts per un dels seus a sou de la màfia local dirigida per Sergei (Martin Wheeler). L'equip és delmat i nombrosos policies arribats al lloc cauen igualment.
Tuliver aconsegueix fugir amb un quadre de gran valor i amagar-lo. Sergei es serveix llavors de membres del seu equip encara vius per fer pressió sobre ell per tal de recuperar la preciosa tela mentre la policia l'acorrala, ja que el considera responsable de la mort d'un dels seus.

## Repartiment
- Wesley Snipes: John Tuliver
- Tamzin Outhwaite: Kelly Anders
- Martin Wheeler: Sergei
- Georgina Rylance: Suza
- Tomi Cristin: Capità Szabo
- Deobia Oparei: Spanky
- Serge Soric: Mikhail
- Andrei Ionescu: Frank "Bull" Mercea

## Pífies
L'oficial de la marina es presenta com Major, però porta l'ensenya de roure d'argent (Tinent Coronel).
Durant la cursa de cotxes a través de la ciutat (cotxe d'argent), els dos costats del cotxe es fan malbé, però el Capità Jack Tulliver deixa Kelly només el costat de l'esquerra està fet malbé.

## Crítica
- " 7 segons està marcada per algunes representacions de violència que irriten realment. (...)tot és extremadament rutinari, i empitjora per un guió escrit negligentment."[2]
- "Pel·lícula de gàngsters de sèrie B, rica en acció."[3]